# Schimmelius ingridae
Schimmelius ingridae is een keversoort uit de familie kniptorren (Elateridae). De wetenschappelijke naam van de soort werd voor het eerst geldig gepubliceerd in 1999 door Rainer Schimmel.